# بطولة تونس للكرة الطائرة للرجال 1995-1996
بطولة تونس للكرة الطائرة للرجال 1995-1996 هو الموسم رقم 41 من بطولة تونس للكرة الطائرة للرجال.

فاز بهذا الموسم الترجي الرياضي التونسي.

## روابط خارجية
- الموقع الرسمي للجامعة التونسية للكرة الطائرة.